# New Castle megye
New Castle megye az Amerikai Egyesült Államokban, azon belül Delaware államban található. Megyeszékhelye és legnagyobb városa Wilmington. Lakosainak száma 570 719 fő (2020). New Castle megye Chester, Delaware, Gloucester, Salem, Kent, Kent és Cecil megyékkel határos.

## Népesség
A megye népességének változása:
| Lakosok száma | 538 845 | 542 354 | 546 140 | 549 684 | 556 779 | 570 719 |
|               | 2010    | 2011    | 2012    | 2013    | 2015    | 2020    |